# Christian Poos
Christian Poos (Ciutat de Luxemburg, 5 de novembre de 1977) és un ciclista luxemburguès que fou professional del 2000 al 2003 i del 2007 al 2012.
Del seu palmarès destaquen cinc Campionats nacionals en contrarellotge i dos més en ruta. Fou escollit Esportista Luxemburguès de l'Any de 1997.

## Palmarès
- 1995
  -  Campió de Luxemburg júnior en ruta
  - 1r al Gran Premi General Patton
- 1997
  - 1r a la Lieja-Bastogne-Lieja sub-23
- 1999
  -  Campió de Luxemburg en contrarellotge
- 2001
  -  Campió de Luxemburg en ruta
- 2002
  -  Campió de Luxemburg en ruta
  -  Campió de Luxemburg en contrarellotge
- 2003
  -  Campió de Luxemburg en contrarellotge
- 2007
  -  Campió de Luxemburg en contrarellotge
- 2008
  - Vencedor d'una etapa al Tour de Moselle
- 2009
  - 1r al Gran Premi François-Faber
- 2010
  - 1r al Gran Premi François-Faber
- 2011
  -  Campió de Luxemburg en contrarellotge
  - Vencedor d'una etapa al Sibiu Cycling Tour
- 2015
  -  Campió de Luxemburg en contrarellotge de ciclistes sense contracte